# Eucalyptus oraria
Eucalyptus oraria är en myrtenväxtart som beskrevs av Lawrence Alexander Sidney Johnson. Eucalyptus oraria ingår i släktet Eucalyptus och familjen myrtenväxter. Inga underarter finns listade i Catalogue of Life.